# Archibald Roosevelt
Archibald Bulloch Roosevelt, detto Archie (Washington, 10 aprile 1894 – Stuart, 13 ottobre 1979), è stato un ufficiale statunitense.

## Biografia
Archie era il quarto figlio del presidente Theodore Roosevelt, Jr., e della sua seconda moglie, Edith Kermit Carow. Archie è stato chiamato in onore del suo bis-bis-bisnonno materno Archibald Bulloch, un patriota della rivoluzione americana.

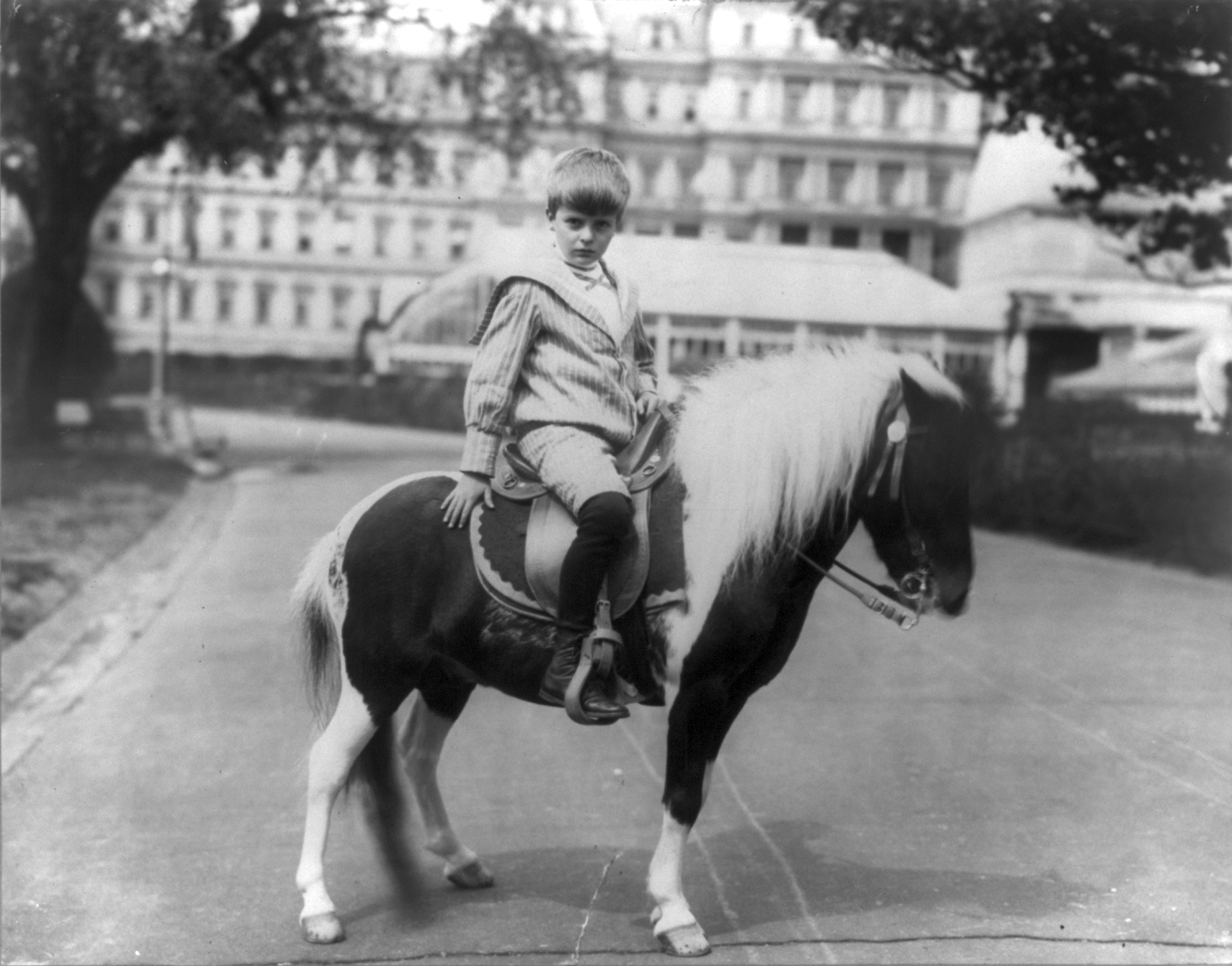
Archie in sella al suo pony Algonquin nel 1902

Sua cugina di primo grado era Eleanor Roosevelt e suo cugino di quinto grado era Franklin D. Roosevelt.
Da bambino Archie era molto silenzioso ma molto birichino, specialmente quando era con suo fratello Quentin; crescendo, Archie e Quentin rimasero molto vicini. Archie era un avido lettore e bravissimo a mettere insieme i puzzle rapidamente. Suo padre gli disse: "Archie, il mio ragazzo intelligente, non rinuncia mai alla tua intelligenza; questo vale per te e tuo fratello Quentin."
Archie frequentò la Force School e la Sidwell Friends School. Dopo essere stato espulso da Groton, Archie continuò i suoi studi alla Evans School for Boys, e si diplomò alla Phillips Academy. Frequentò la Harvard University, dove si laureò nel 1917.

## Carriera militare

### Prima guerra mondiale
Archie si offrì volontario per entrare nell'esercito nel 1917 e venne spedito in Francia dove fu ferito mentre prestava servizio con la 1ª divisione di fanteria degli Stati Uniti. Le sue ferite erano così gravi che fu dimesso dall'esercito con disabilità totale. Aveva concluso la guerra come capitano dell'esercito. Dopo la morte di suo padre nel 1919, fu lui a inviare il telegramma informando tutti i suoi fratelli che "il vecchio leone è morto".

### Dopoguerra
Dopo la fine della guerra, lavorò per un certo periodo come dirigente presso la Sinclair Consolidated Oil Company, come vice presidente della Union Petroleum Company, la sussidiaria ausiliaria per le esportazioni della Sinclair Consolidated. Allo stesso tempo, suo fratello maggiore, Ted, era assistente segretario della Marina. Nel 1922, Albert B. Fall, Segretario degli Interni degli Stati Uniti, prese in affitto, senza gara d'appalto, il Teapot Dome Field da Harry F. Sinclair, e il campo di Elk Hills, in California, da Edward L. Doheny, entrambi i campi fecero parte delle riserve petrolifere della Marina. La connessione tra i fratelli Roosevelt non poteva essere ignorata. Dopo che Sinclair salpò per l'Europa per evitare di testimoniare, GD Wahlberg, segretario privato di Sinclair, consigliò ad Archibald Roosevelt di dimettersi per salvare la sua reputazione. Alla fine, dopo le dimissioni da Sinclair, Roosevelt diede una testimonianza chiave al Comitato del Senato per le indagini sullo scandalo Teapot Dome, in cui Roosevelt non fu implicato, ma dove Sinclair e Doheny diedero entrambi "prestiti personali" al Segretario Fall. Successivamente, Roosevelt lavorò presso una cugina nell'azienda di investimento familiare, Roosevelt & Son.
Nell'estate del 1932, Archie, l'ex presidente Calvin Coolidge, l'ex avvocato generale William Marshall Bullitt, l'ammiraglio Richard E. Byrd e il generale James Harbord, tra gli altri, formarono un gruppo noto come National Economy League.

### Incontro con Qazi Muhammad della Repubblica di Mahabad
Nel 1942, il capitano Archibald Roosevelt incontrò il presidente curdo, Qazi Muhammad, a Mahabad, poco prima della creazione della repubblica curda appoggiata dai sovietici. L'incontro ebbe luogo presso la casa di Qazi Muhammad a Mahabad.

### Seconda guerra mondiale
Durante il 1943, in seguito all'attacco a Pearl Harbor, Roosevelt presentò una petizione al presidente Franklin D. Roosevelt per mettere a frutto le sue capacità di comando affinate sul campo di battaglia. Il presidente approvò la sua richiesta e si riunì all'esercito con una commissione come tenente colonnello. A Roosevelt fu dato il comando all'inizio del 1943 del 2º Battaglione, 162º Reggimento di fanteria, chiamato anche 162º Regimental Combat Team, (RCT), 41ª Divisione di fanteria in Nuova Guinea, comando che mantenne fino all'inizio del 1944. Lavorando con la 3, Roosevelt e il suo battaglione sbarcò nella baia di Nassau in Nuova Guinea, l'8 luglio 1943.
Superando significative ambiguità di comando tra le forze americane e australiane a causa della sovrapposizione di sfere operative, Roosevelt ebbe un ruolo importante nella campagna di Salamaua.
Il 12 agosto 1943, Roosevelt fu ferito da una granata nemica, che frantumò lo stesso ginocchio che era stato ferito durante la prima guerra mondiale e per il quale era stato precedentemente congedato dal punto di vista medico, guadagnandosi la distinzione di essere l'unico americano a essere mai classificato come disabile al 100% due volte per la stessa ferita subita in due guerre diverse. Al momento della sua ferita, il comando del suo battaglione passò al suo ufficiale esecutivo, il maggiore Taylor. Archie tornò alla sua unità all'inizio del 1944.

### Carriera politica
Dopo la fine della guerra, Roosevelt costituì la società di investimento di Roosevelt e Cross, una società di intermediazione specializzata in obbligazioni comunali. Nel 1953 si unì alla Empire State Society of the Sons of the American Revolution di cui erano stati membri sia suo padre che il fratello maggiore.

#### Attivismo e controversie
Durante i primi anni '50, Archie divenne affiliato con una varietà di organizzazioni e cause di destra. È entrato a far parte della John Birch Society ed è stato il fondatore della Veritas Foundation, che si dedicava a sradicare le presunte influenze socialiste ad Harvard e in altri importanti college e università. Fu anche lo sponsor principale di "The Alliance", un'organizzazione di breve durata degli anni '50.
Nel 1954, quando la Theodore Roosevelt Association prese la decisione di assegnare un riconoscimento per il distinto servizio pubblico al diplomatico di colore Ralph Bunche, Archie protestò a gran voce contro il premio. È persino arrivato a scrivere e pubblicare un opuscolo di 44 pagine che ha tentato di dimostrare che Bunche ha lavorato come agente della "Cospirazione comunista internazionale" per più di due decenni.
Ha inoltre ricoperto la carica di Presidente di un'organizzazione denominata The Alliance, Inc., dove Zygmund Dobbs era direttore della ricerca.

## Matrimonio
Sposò, il 14 aprile 1917 alla Emmanuel Church di Boston, Grace Lockwood, figlia di Thomas Lockwood ed Emmeline Stackpole. Ebbero quattro figli:
- Archibald Bulloch Roosevelt, Jr. (1918–1990), sposò in prime nozze Katharine W. Tweed e in seconde nozze Selwa "Lucky" Showker Roosevelt;
- Theodora Roosevelt (1919–2008), sposò in prime nozze Tom Keogh, in seconde nozze Thomas O'Toole e in terze nozze Arthur Alfred Rauchfuss;
- Nancy Dabney Roosevelt (1923–2010);
- Edith Kermit Roosevelt (1927–2003), sposò Alexander Gregory Barmine.

## Morte
Nel 1971, la moglie di Archie, Grace Lockwood Roosevelt, morì in un incidente automobilistico vicino a casa sua, a Cold Spring Harbor, con il marito al volante.
Il 13 ottobre 1979, Roosevelt morì di un ictus a Stuart, in Florida. È sepolto con sua moglie al Young's Cemetery, Oyster Bay.